# هيلغا بيديرسين
هيلغا بيديرسين (بالنرويجية البوكمول: Helga Pedersen )‏ (و. 1973  م) هي سياسية نرويجية، ولدت في سور فارانغر، حزب العمل النرويجي.

## مناصب
تولت منصب Minister of Fisheries and Ocean Policy ‏ (17 أكتوبر 2005–2 أكتوبر 2009)
- county mayor of Finnmark ‏ (2003–2005)
- عضو برلمان النرويج  [لغات أخرى]‏.

## التعليم
تعلمت في جامعة ترومسو.

## روابط خارجية
- هيلغا بيديرسين على موقع IMDb (الإنجليزية)